# Босельи, Хуан
Хуан Мартин Босельи Дуке (исп. Juan Martín Boselli Duque; 28 октября 1994 года, Монтевидео) — уругвайский футболист, нападающий клуба «Ла-Лус».

## Биография
Хуан Босельи начинал свою профессиональную карьеру футболиста в клубе «Хувентуд Лас-Пьедрас». 2 сентября 2015 года он дебютировал за команду в рамках уругвайской Примеры, выйдя на замену в середине второго тайма домашнего матча против клуба «Рентистас». Спустя 18 дней Босельи забил свой первый гол на высшем уровне, ставший единственным и победным в гостевом поединке против «Монтевидео Уондерерс». 29 ноября того же года он сделал дубль в первом тайме домашней игры с «Расингом» из Монтевидео.
В июле 2016 года Хуан Босельи перешёл в «Пеньяроль». Спустя год был отдан в аренду в «Монтевидео Уондерерс».